# Neuviller-lès-Badonviller
 Neuviller-lès-Badonviller  es una población y comuna francesa, en la región de Lorena, departamento de Meurthe y Mosela, en el distrito de Lunéville y cantón de Badonviller.

## Demografía
| 107 | 113 | 117 | 96 | 80 | 80 |
| Para los censos de 1962 a 1999 la población legal corresponde a la población sin duplicidades (Fuente: INSEE [Consultar]) |     |     |    |    |    |